# Liste des évêques d'Ijebu-Ode
La liste des évêques d'Ijebu-Ode recense les noms des évêques qui se sont succédé sur le siège épiscopal d'Ijebu Ode au Nigeria depuis la création du diocèse d'Ijebu-Ode (en) (Dioecesis Iiebuodensis) le 29 mai 1969 par détachement de l'archidiocèse de Lagos.

## Oridnaires
- 29 mai 1969-14 août 1990 : Anthony Sanusi (Anthony Saliu Sanusi)
- 14 août 1990-17 janvier 2019 : Albert Fasina (Albert Ayinde Fasina)
- depuis le 17 janvier 2019 : Francis Adesina (Francis Obafemi Adesina)

## Sources
- (en) Diocese of Ijebu-Ode de L'annuaire pontifical, sur le site catholic-hierarchy.org